# إبراهيم فرح (لاعب كرة قدم)
إبراهيم فرح (بالإنجليزية: Ibrahim Farah)‏ (24 يناير 1992 بكارديف في المملكة المتحدة - ) هو لاعب كرة قدم بريطاني في مركز الوسط. لعب مع كارديف سيتي ونادي تاموورث وCardiff Grange Harlequins A.F.C. ‏ وCarmarthen Town A.F.C. ‏.

## وصلات خارجية
- إبراهيم فرح على موقع قاعدة بيانات كرة القدم.إي يو (الإنجليزية)
- إبراهيم فرح على موقع Soccerbase.com (لاعب) (الإنجليزية)
- إبراهيم فرح على موقع Soccerway.com (الإنجليزية)
- إبراهيم فرح على موقع عالم كرة القدم.نت (الإنجليزية)